# Bugs Bunny
(L'iconica frase di Bugs Bunny)
Bugs Bunny è un personaggio immaginario della serie a cartoni animati Looney Tunes; venne ideato nel 1938 da un gruppo di autori comprendente Ben "Bugs" Hardaway, il quale creò una prima versione per il cortometraggio Porky's Hare Hunt, Bob Clampett, Tex Avery, il quale ne sviluppò la personalità definitiva nel 1940, Robert McKimson, che ne creò l'aspetto grafico definitivo, Chuck Jones e Friz Freleng. La caratterizzazione definitiva di Bugs Bunny è ampiamente accreditata per aver debuttato nel cortometraggio candidato all'Oscar A Wild Hare (1940) del regista Tex Avery.
Bugs è un coniglio (in altre versioni una lepre) antropomorfo grigio e bianco famoso per la sua personalità impertinente, raffinata e disinvolta. Secondo Mel Blanc, il suo doppiatore americano, il suo accento è una miscela paritaria di quello del Bronx e di quello di Brooklyn. In Italia era conosciuto inizialmente come Bubi Balzello, Lollo Rompicollo e Rosicchio, ma in seguito si è affermato l'uso del nome originale.
Esordì nei fumetti negli USA nel 1941 nel primo numero della serie Looney Tunes and Merrie Melodies Comics, edito dalla Dell Publishing.
Nella lingua inglese "Bugs" o "Bugsy" è un sinonimo di "pazzo". Grazie alla sua popolarità durante l'età d'oro dell'animazione statunitense, è diventato un'icona culturale americana e la mascotte ufficiale della Warner Bros., nonché uno dei personaggi più riconoscibili al mondo. È anche apparso in più film di qualsiasi altro personaggio dei cartoni animati, è il nono personaggio cinematografico più rappresentato al mondo, e ha la sua stella sulla Hollywood Walk of Fame.

## Personalità e tormentoni
Bugs Bunny è noto per la sua celebre battuta «Ehm… Che succede, amico?» («Ehm… What's up, doc?» nell'originale), che di solito usa come saluto a chiunque incontra (di solito mentre mastica una carota).
Bugs Bunny è rilassato, astuto, carismatico e intelligente. Spesso si dedica a battute giocose e discussioni verbali, ricorrendo a giochi di parole intelligenti e commenti sarcastici. La sua natura rilassata e sicura di sé, insieme al suo atteggiamento impavido, lo rendono imperturbabile di fronte al pericolo. Ha una forte capacità di autoconservazione e ricorre spesso a trucchi e manipolazioni, approfittando della situazione a suo vantaggio. Questi tratti della personalità sono ciò che gli dà un vantaggio sui suoi avversari. L'arma principale di Bugs è la sua intelligenza e riesce a superare in astuzia quasi chiunque sia ostile con lui, tra cui Elmer Fudd, Yosemite Sam, Taz il Diavolo della Tasmania, Marvin il marziano, Wile E. Coyote (quando questi non è alle prese con Beep Beep), Gossamer, la strega Hazel, Rocky e Mugsy, Beaky Buzzard, Daffy Duck e molti altri. Bugs vince quasi sempre questi conflitti, uno schema di trama che ricorre in particolare nei film diretti da Chuck Jones. Preoccupato che gli spettatori potessero perdere simpatia per un protagonista aggressivo che vinceva sempre, Jones fece in modo che Bugs fosse bullizzato, imbrogliato o minacciato dagli antagonisti mentre si faceva gli affari suoi, giustificando le sue successive buffonate come ritorsione o legittima difesa. 
È anche noto per infrangere la quarta parete "comunicando" con il pubblico, spiegando la situazione, descrivendo qualcuno al pubblico, dando un'idea della storia, spiegando che le azioni di uno dei suoi antagonisti lo ha spinto al punto di rottura, ammettendo la propria subdola condotta nei confronti dei suoi antagonisti, eccetera. Altri registi, come Friz Freleng, facevano sì che Bugs fosse altruista. La maggior parte degli avversari di Bugs sono estremamente ottusi, e Bugs è facilmente in grado di superarli in astuzia e tormentarli, anche se a volte riescono ad avere la meglio. Quando Bugs incontra altri personaggi vincenti, come la tartaruga Cecil nell'episodio La tartaruga e il coniglio, il Gremlin di Rosicchio in picchiata, il topo senza nome di Rapsodia in salmì e la mosca di Il maestro Bunny i suoi risultati sono piuttosto scadenti; l'eccesso di fiducia tende a lavorare contro di lui.
Bugs di solito cerca di placare l'antagonista ad evitare la contesa, ma quando un cattivo si spinge troppo oltre, Bugs può rivolgersi al pubblico e invocare la sua frase ad effetto "Di certo sai che questo significa guerra!» prima di vendicarsi. Questa battuta fu presa da Groucho Marx e altri nel film del 1933 La guerra lampo dei Fratelli Marx e fu usata anche nel film di Marx del 1935 Una notte all'opera.
Un'altra frase è stata resa celebre da Bugs Bunny nei corti diretti da Chuck Jones: molti di questi cominciavano con la figura di Bugs che sbucava da un tunnel e scoprendo di essere nel posto sbagliato esclamava: «Lo sapevo che avrei dovuto svoltare a sinistra ad Albuquerque» («I Knew I should have taken that left turn at Albuquerque»).
(Bob Clampett su Bugs, scritto in prima persona.)
Durante gli anni '40, Bugs iniziò da immaturo e selvaggio (simile a Daffy), ma negli anni '50 la sua personalità maturò e il suo atteggiamento divenne più raffinato e meno frenetico. Nonostante la sua natura birichina, Bugs non è realmente malvagio e agisce solo come tale per autodifesa contro i suoi aggressori.
Le uniche eccezioni in cui Bugs funge da cattivo sono le seguenti: La lepre domestica, Una vacanza tranquilla, Caccia all'oro, Il Bandito Mascherato, Rapsodia in salmì e Pennelli, rabbia e fantasia; il primo lo raffigura completamente fuori dal suo personaggio, con una personalità più ostile, arrogante, quasi da teppista, proprio come in Un coniglio imprendibile e in Elmer fotografo. Una vacanza tranquilla e Caccia all'oro lo raffigurano come un burlone che molesta Elmer Fudd, sullo stile dei primi cartoni animati di Daffy Duck e Porky Pig, con lo svitato Daffy come tormentatore. Il Bandito Mascherato lo raffigura come un vero cattivo, in Rapsodia in salmì dimostra tendenze da assassino, mentre Pennelli, rabbia e fantasia lo raffigura come molto più sadico del solito, poiché diventa un animatore e usa i suoi nuovi poteri per tormentare Daffy.
La posizione eretta e disinvolta di Bugs mentre mastica carote, come spiegato da Freleng, Jones e Bob Clampett, ha avuto origine in una scena del film Accadde una notte (1934), in cui il personaggio di Clark Gable, Peter Warne, si appoggia a una staccionata, mangiando carote rapidamente e parlando con la bocca piena al personaggio di Claudette Colbert. Questa scena era ben nota mentre il film era popolare, e gli spettatori all'epoca probabilmente riconobbero il comportamento di Bugs Bunny come satira.
Quando Bugs ha fatto la sua apparizione, ha prontamente sostituito Daffy Duck come il personaggio più popolare della Warner Bros. Daffy, geloso del successo di Bugs, ha tentato in molte occasioni di spodestare il coniglio, ma non ci è mai riuscito veramente, essendo sempre stato vittima dei suoi stessi propositi o superato in astuzia dal coniglio intelligente. Tuttavia, con il passare del tempo, la rivalità tra Bugs e Daffy è diventata di natura più amichevole poiché i due di solito escono insieme nella maggior parte dei cartoni animati e Bugs considera Daffy il suo migliore amico nonostante i suoi difetti, a cui Daffy dice la stessa cosa.

## Storia

### Un'ipotetica genesi
Molti storici dell'animazione ritengono che Bugs sia stato influenzato da un precedente personaggio Disney, Max Leprotto (comparso anche in alcuni numeri di Topolino). Max, disegnato da Charlie Thorsen, apparve per la prima volta nel cartone animato delle Sinfonie allegre La lepre e la tartaruga (The Tortoise and the Hare), diretto da Wilfred Jackson. La storia, basata sull’omonima favola di Esopo, vedeva Max contro la tartaruga Toby, e vinse l'Academy Award per il miglior cartone animato del 1934. Max apparve anche nel seguito Il campione (Toby Tortoise Returns) e nel cartone animato di Topolino Partita di polo (Mickey's Polo Team).
L'unico collegamento concreto tra Max e Bugs, tuttavia, è Charlie Thorsen, che fu responsabile del ridisegno di Bugs da bianco a grigio per la sua terza apparizione in Cose da pazzi (Hare-um Scare-um) (vedere sotto), che ne determinò anche la somiglianza con Max.

### Prototipi di coniglio
Bugs Bunny apparve per la prima volta nel cartone animato Un coniglio imprendibile (Porky's Hare Hunt), pubblicato il 30 aprile 1938. La storia era diretta a quattro mani da Cal Dalton e Ben Hardaway, soprannominato "Bugs". La trama era quasi identica a quella di un cartone del 1937, Caccia alle anatre, diretto da Tex Avery con la comparsa di Daffy Duck. In questo cartone, il cacciatore Porky Pig si trovava opposto a una preda squinternata quanto Daffy, più interessata a far impazzire il suo cacciatore che a fuggire. Ma invece di un'anatra nera, la preda questa volta è un minuscolo coniglio bianco. Il coniglio si presenta con le parole "saluti amico" (in originale "Jiggers, fellers") e Mel Blanc gli dà una voce e una risata che in seguito userà anche per il personaggio di Woody Woodpecker. In questo episodio, inoltre, viene citato per la prima volta Groucho Marx (dal film La guerra lampo dei fratelli Marx): «Naturalmente, ti rendi conto che questo significa guerra!».
La sua seconda comparsa avviene nel cartone animato Prest-O Change-O, del 1939, diretto da Chuck Jones, dove è il coniglio domestico del mago Sham-Fu, un personaggio fuori scena. Quando due cani in cerca di rifugio da una tempesta entrano nella casa del suo maestro assente incomincia a tormentarli, ma alla fine il più grande dei due cani ha la meglio su di lui.
La sua terza apparizione avviene in un altro cartone del 1939, Hare-um Scare-um, diretto da Dalton e Hardaway. Gil Turner, l'animatore di questo cortometraggio, fu il primo a dare un nome al personaggio. Aveva scritto "Bugs' Bunny" sul suo model sheet, intendendo "Il coniglio di Bugs" (Hardaway) Questo cartone è anche il primo in cui Bugs è rappresentato come un coniglio grigio anziché bianco; il cambiamento era stato fatto da Charlie Thorsen (vedere sopra). Da notare che in questo episodio per la prima volta Bugs canta e si traveste da donna per sedurre il suo antagonista. In seguito a questo cartone gli fu dato il nome "Bugs" dagli animatori degli studi di Termite Terrace in onore di Ben "Bugs" Hardaway.
La sua quarta apparizione avviene nel cartone del 1940 Elmer fotografo (Elmer's Candid Camera) di Chuck Jones. Qui, sia Bugs che Taddeo sono ridisegnati con le fattezze che diventeranno familiari al pubblico. È anche il primo incontro tra i due personaggi.

### Bugs Bunny emerge
La vera personalità di Bugs emerge in Caccia al coniglio (A Wild Hare) di Tex Avery, uscito il 27 luglio 1940. È in questo cartoon che esce per la prima volta dalla sua tana per chiedere a Taddeo, ora un cacciatore, "Che succede, amico?". È considerata la prima apparizione pubblica del personaggio. Lo storico dell'animazione Joe Adamson considera Caccia al coniglio il primo cortometraggio di Bugs Bunny, valutando quelli apparsi nei corti precedenti come altri conigli usati una sola volta, che mostravano solo casuali somiglianze con Bugs.
In uno dei primi episodi del recente The Looney Tunes Show, durante una discussione fra Bugs Bunny e Daffy Duck, il primo chiede all'altro se sappia quando è il suo compleanno, e dopo che Daffy Duck ha inutilmente tirato ad indovinare Bugs afferma che è il 27 luglio.
Bugs poi fece un cameo nel Patient Porky di Robert Clampett, pubblicato per la prima volta il 14 settembre 1940 per annunciare la nascita di 260 conigli. La sua settima apparizione ha quindi fatto conoscere il nome di Bugs Bunny, che era stato usato solo tra gli impiegati di Termite Terrace e nel cartoon: Elmer's Pet Rabbit di Chuck Jones, pubblicato nel gennaio 1941. Era anche il primo corto con un buon budget. Sarebbe presto diventato il più importante dei personaggi Looney Tunes perché la sua calma e la sua totale mancanza di inibizioni affascinavano il pubblico americano durante e dopo la seconda guerra mondiale.
Bugs apparve poi in più di cinque corti nel 1941: La tartaruga e il coniglio (Tortoise Beats Hare), diretto da Tex Avery e con la prima apparizione della tartaruga Cecil; Ciavatta e Rosicchio (Hiawatha's Rabbit Hunt) il primo corto di Bugs ad essere diretto da Friz Freleng; A caccia di stufato (All This and Rabbit Stew), diretto da Avery e con l'apparizione di uno stereotipo di americano nero come nemico di Bugs, questo cartone poi nel 1968 verrà censurato ed entrerà a far parte dei Censored Eleven; The Heckling Hare, l'ultimo Bugs sul quale lavorò Avery prima di lasciare la MGM; Una vacanza tranquilla, il primo corto di Bugs diretto da Robert Clampett. Wabbit Twouble fu anche il primo di quattro corti di Bugs a includere un'immagine rivista di Taddeo, un effimero tentativo di far somigliare il personaggio al suo doppiatore, il comico Arthur Q. Bryan.

### Popolarità durante la seconda guerra mondiale
Dal 1942, Bugs divenne la star della serie Merrie Melodies, che in origine dovevano essere una serie di cortometraggi autoconclusivi. La produzione del 1942 includeva Il coniglio che venne per cena di Friz Freleng, The Wacky Wabbit di Robert Clampett, e Bunny e il condor di Clampett (che introdusse Beaky Buzzard). Anche Bunny e il condor segna una leggera modifica al disegno di Bugs, con denti anteriori meno prominenti e la testa più rotonda. Il responsabile di questo redesign fu Robert McKimson, a quel tempo impiegato come animatore sotto la direzione di Robert Clampett. Il redesign all'inizio fu usato solo per i corti realizzati dal team di Clampett, ma nel tempo venne adottato anche dalle altre unità di produzione.
Sempre nel 1942 uscirono Hold the Lion, Please di Chuck Jones, Fresh Hare e The Hare-Brained Hypnotist di Freleng (che riportò Taddeo all'aspetto originale), e Jones' Case of the Missing Hare. Bugs Bunny fece anche un cameo nell'ultimo film di Tex Avery per la Warner Bros., Crazy Cruise, e comparve in un corto pubblicitario di due minuti per delle obbligazioni di guerra per l'impegno statunitense nella II Guerra Mondiale, dal titolo Any Bonds Today.
Bugs Bunny era popolare negli anni della seconda guerra mondiale grazie al suo atteggiamento spavaldo e cominciò a ricevere incarichi speciali nei suoi cartoni del 1943. Come stavano facendo Disney e Famous Studios, Warner mise Bugs in contrapposizione ai più grandi nemici del momento: Adolf Hitler, Benito Mussolini e l'Impero Giapponese. Il corto del 1944 Bugs Bunny Nips the Nips, mostra Bugs alle prese con un gruppo di soldati giapponesi. Questo cartone è poi stato ritirato dal mercato a causa dei suoi stereotipi estremi.
Tra i più notevoli cortometraggi civili durante questo periodo ci sono Tortoise Wins by a Hare di Bob Clampett (il seguito di Tortoise Beats Hare del 1941), A Corny Concerto, Falling Hare, e What's Cookin' Doc?; inoltre vi sono la parodia di Superman di Chuck Jones Super-Rabbit, e Little Red Riding Rabbit di Friz Freleng. Il corto del 1944 Bugs Bunny and the Three Bears di Chuck Jones introduce i personaggi dei Tre Orsi.

### Dopo la guerra
Da allora, Bugs apparve in molte animazioni nelle serie Looney Tunes e Merrie Melodies, facendo la sua ultima apparizione sullo schermo nel 1964. Considerato un attore ideale, fu in seguito diretto da Friz Freleng, Robert McKimson, Tex Avery e Chuck Jones e comparve in veri e propri film incluso Chi ha incastrato Roger Rabbit (dove compare l'unico incontro tra Bugs e il suo eterno rivale di botteghino Topolino), Space Jam nel 1996 (con Michael Jordan), nel film del 2003 Looney Tunes: Back in Action, e nel 2021, nel sequel di Space Jam, Space Jam: New Legends (con LeBron James).
Il corto Il cavaliere Bugs (1958), in cui un Bugs Bunny medioevale si scambia colpi con Yosemite Sam e il suo drago sputafuoco, vinse l'Academy Award per il "Best Short Subject: Cartoons" del 1958. Tre dei corti di Chuck Jones - Stagione di caccia (Rabbit Fire), Rabbit Seasoning, e Duck, Rabbit, Duck!- compongono quella che viene definita come la "trilogia della caccia" e sono considerati tra i migliori lavori del regista. Il classico di Jones Cane all'opera (1957), mostra Bugs e Taddeo mentre fanno una parodia del Der Ring des Nibelungen di Richard Wagner, ed è stato catalogato come "culturalmente importante" dalla Biblioteca del Congresso degli Stati Uniti e scelto per la conservazione nel National Film Registry. È stato il primo cortometraggio animato ad aver ottenuto questo onore. È anche ricordato per ineguagliabile approccio di Taddeo alla "Cavalcata delle Valchirie a causa della sua particolare pronuncia: «Kill the wabbit, kill the wabbit, kill the wabbit...!».

Nell'autunno del 1960, il The Bugs Bunny Show, un programma televisivo che raccoglieva molti dei corti del dopoguerra con una nuova presentazione animata, debuttò sulla ABC. Lo show venne proposto originariamente in prima serata, e dopo due stagioni venne spostato alla domenica mattina. The Bugs Bunny Show cambiò format frequentemente, ma rimase in televisione per 30 anni.
Quando Mel Blanc morì nel 1989, Jeff Bergman, Greg Burson, Joe Alaskey e Billy West diventarono le nuove "voci" di Bugs Bunny e degli altri Looney Tunes, alternandosi di volta in volta nel ruolo.
Bugs fa anche un'apparizione in alcuni special animati per le feste, tra cui Bugs Bunny Busting Out All Over, 1980, che contiene i primi nuovi cartoni di Bugs Bunny dopo 16 anni: Portrait Of The Artist As a Young Bunny, che mostra un flashback di Bugs da piccolo mentre gioca con il giovane Taddeo, e Spaced Out Bunny, con Bugs rapito da Marvin il Marziano e messo insieme a Hugo l'abominevole Uomo delle nevi. Inoltre vennero realizzati dalla Warner Bros. numerosi film da raccolte di materiale di Bugs Bunny, tra cui Bugs Bunny Superstar, Super Bunny in orbita!, Looney, Looney, Looney Bugs Bunny Movie, Le 1001 favole di Bugs Bunny, Daffy Duck e l'isola fantastica e Daffy Duck's Quackbusters - Agenzia acchiappafantasmi.
Riappare nella serie degli anni novanta Tiny Toon Adventures come preside della Acme Looneyversity e mentore di Buster Bunny e Baby Bunny.

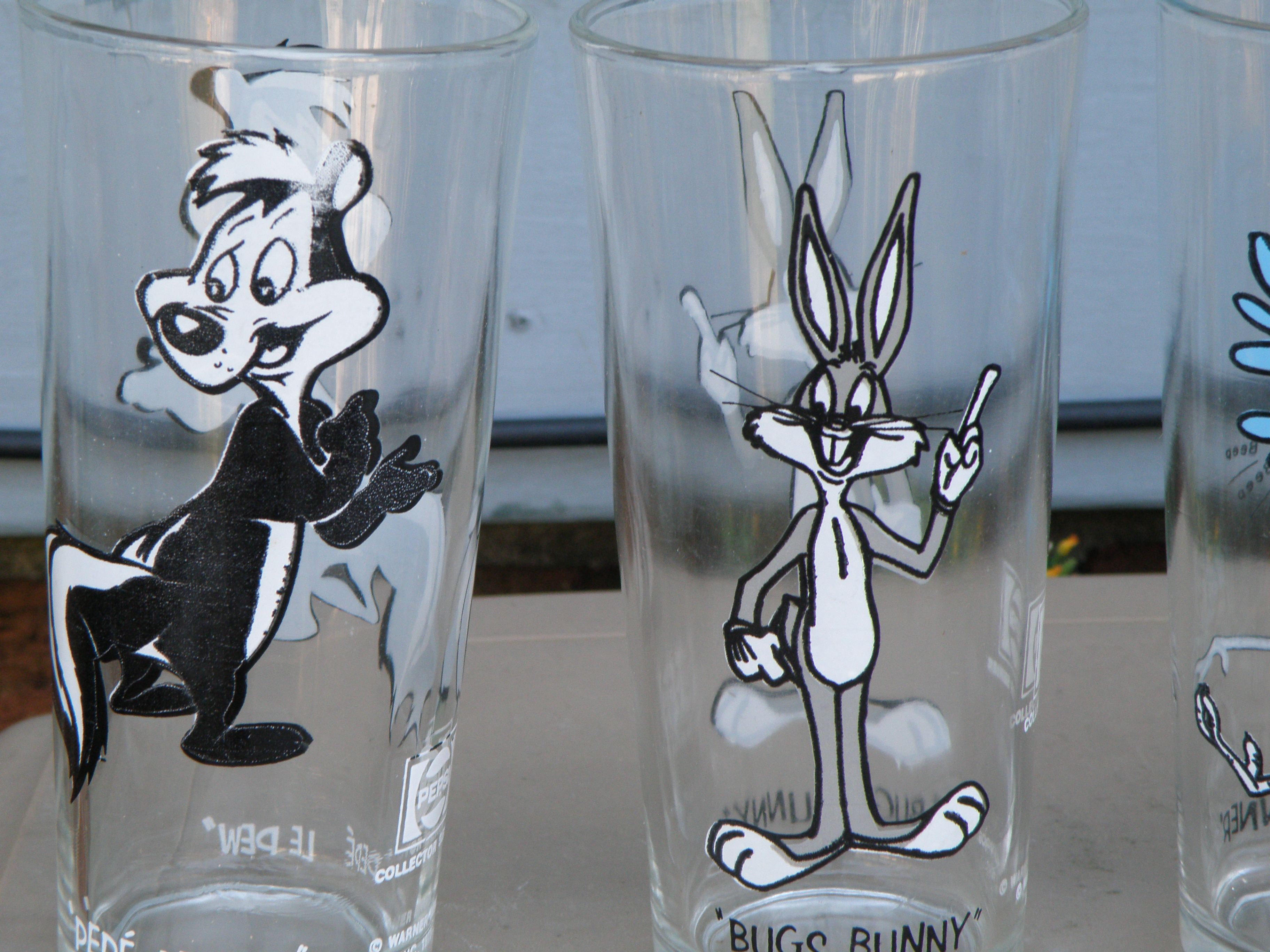
Pepé Le Pew e Bugs Bunny in bicchieri di vetro, prodotti nel 2002; la loro popolarità è intatta da decenni.

Come Mickey Mouse per The Walt Disney Company, Bugs ha svolto il ruolo di mascotte per i Warner Bros. Studios e le sue attrazioni. Quando nel 1988 compare nel film Chi ha incastrato Roger Rabbit come abitante di Cartoonia, la Disney dovette concedere alla Warner di dare a Bugs Bunny lo stesso tempo di apparizione di Topolino: per questo motivo i due personaggi compaiono sempre nelle stesse scene.
Bugs fa un'apparizione nel mediometraggio contro la droga del 1990 Cartoon All-Stars to the Rescue.
Nel 1997 Bugs appare su un francobollo USA. Il francobollo è il numero sette nella lista dei dieci francobolli USA più popolari, come calcolato dal numero di francobolli acquistati ma non usati. Una versione più giovane di Bugs è il personaggio principale dei Baby Looney Tunes, che debutta su Cartoon Network nel 2002.
Bugs appare anche in molti videogiochi, tra cui Bugs Bunny's Crazy Castle, Bugs Bunny: Rabbit Rampage, Bugs Bunny: Lost in Time, e il suo sequel, Bugs Bunny & Taz: Time Busters.
Bugs riappare nel 2011 nel The Looney Tunes Show oltre che nel lungometraggio tratto dalla serie animata dal titolo Due conigli nel mirino, dove è protagonista, insieme a Daffy, in una serie stile sitcom dove i due vivono insieme in una casa di quartiere ed hanno diverse avventure. Infine appare nelle serie Bugs! A Looney Tunes Prod. e Looney Tunes Cartoons.

## Doppiatori

### Originali
I doppiatori originali di Bugs Bunny sono Mel Blanc (1940-1989) che gli ha dato la voce dalle origini del personaggio fino alla sua morte, Jeff Bergman (dal 1989), Greg Burson (1993-1996), Billy West (1996-2006) e Joe Alaskey (2002-2011).

### Italiani
Il primo doppiatore italiano di Bugs Bunny fu Franco Latini, che iniziò a doppiare il personaggio nel 1965-66 per le antologie cinematografiche Speedy Gonzales il supersonico e Miao… miao… Arriba, arriba!!!. Fino al 1970 lo seguirono, nell'ordine, Sandro Pellegrini, Oreste Lionello (che tornò sul personaggio anche per doppiaggi televisivi degli anni settanta) e Giulio Platone, mentre dal 1971 al 1979 il personaggio fu doppiato, in tutte le sue apparizioni cinematografiche, da Nino Scardina. Dal 1970 al 1990 il doppiatore televisivo del personaggio fu Willy Moser, sostituito da Latini tra il 1982 e il 1988. Tutti questi attori hanno doppiato principalmente cartoni animati i cui diritti erano della Warner Bros., mentre nella maggior parte di quelli all'epoca di proprietà della United Artists (ovvero la maggior parte dei corti anni quaranta) il personaggio era doppiato da Orlando Mezzabotta e Marco Balbi. Tra il 1990 e il 1995 si sono alternati sul personaggio Marco Mete per le apparizioni cinematografiche e Maurizio Torresan per le apparizioni ne I favolosi Tiny e Tazmania. Dal 1996 al 2006 Bugs Bunny è stato doppiato da Massimo Giuliani, la cui società Time Out Cin.ca si è occupata anche di doppiare ex-novo gran parte dei corti Warner, inclusi quelli precedentemente di proprietà della UA. Dal 2007 il personaggio è doppiato da Davide Garbolino.
A partire dagli anni novanta Bugs Bunny è stato doppiato in italiano anche da Massimo Lodolo in Daffy Duck's Quackbusters - Agenzia acchiappafantasmi e Festa grande a Disneyworld e da Mino Caprio nell'episodio 3x20 de I favolosi Tiny, mentre la sua versione "baby" è stata doppiata da Corrado Conforti in Baby Looney Tunes - Una straordinaria avventura e da Sergio Luzi in Baby Looney Tunes.

## Accoglienza ed eredità

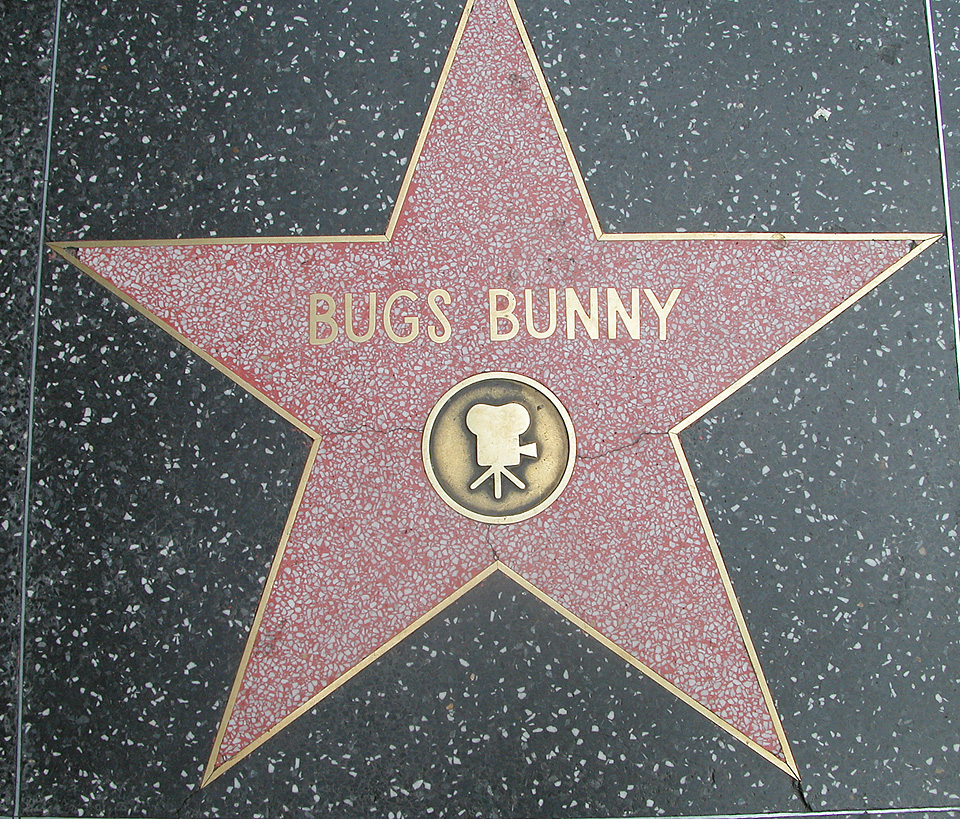
Stella di Bugs Bunny sulla Hollywood Walk of Fame, Los Angeles (California).

Statua che evoca Bugs Bunny al Parco delle Farfalle, in Bangladesh.

Come Topolino per la Disney, Bugs Bunny è la mascotte della Warner Bros. e delle sue varie divisioni.
Secondo il Guinness World Records, Bugs è apparso in più film (sia cortometraggi che lungometraggi) rispetto a qualsiasi altro personaggio dei cartoni animati ed è il nono personaggio cinematografico più ritratto al mondo. Il 10 dicembre 1985, Bugs divenne il secondo personaggio dei cartoni animati (dopo Topolino) a ricevere una stella sulla Hollywood Walk of Fame.
È stato anche un lanciatore per aziende tra cui Kool-Aid e Nike. I suoi spot Nike con Michael Jordan come "Hare Jordan" per Air Jordan VII e VIII sono diventati i precursori di Space Jam (1996). Di conseguenza, ha trascorso del tempo come membro onorario di Jordan Brand, incluso il logo Jumpman di Jordan fatto a sua immagine. Nel 2015, come parte del 30º anniversario del marchio Jordan, Nike ha rilasciato una versione Bugs Bunny mid-top di Air Jordan I, chiamata "Air Jordan Mid 1 Hare", insieme a un equivalente femminile ispirato a Lola Bunny chiamato "Air Jordan Mid 1 Lola", insieme a uno spot con Bugs e Ahmad Rashād.
Nel 2002, TV Guide stese la lista dei 50 più grandi personaggi animati di tutti i tempi come parte dei festeggiamenti per il 50º anniversario della rivista. Bugs Bunny comparve al numero 1.
In una trasmissione della CNN il 31 luglio 2002, un giornalista di TV Guide parlò di come la lista fu creata e di come venne deciso il vincitore. Come spiegò il giornalista: «La sua fama… non è mai calata… Bugs è il miglior esempio… di comicità intelligente americana. Non solo è il più grande personaggio animato, è anche il più grande comico. Era ben scritto. Era disegnato meravigliosamente. Ha appassionato e fatto ridere molte generazioni. È il migliore».
Alcuni hanno notato che il comico Eric Andre è l'equivalente comico contemporaneo più vicino a Bugs. Lo attribuiscono a «la loro capacità di capovolgere costantemente il copione sulle loro controparti inconsapevoli».
Tuttavia, nello speciale di Animal Planet La 50 più grandi star animali, Bugs arrivò terzo sorpassato da Topolino (numero 2), e dal cane Totò de Il mago di Oz (numero 1).

## Ace Bunny
Warner Bros. e i creatori della serie animata del 2005 Loonatics Unleashed hanno creato il personaggio di Ace Bunny come un successore modernizzato e supereroico di Bugs Bunny. Il personaggio si sarebbe dovuto chiamare Buzz Bunny, ma il nome venne cambiato perché il marchio era già stato registrato in precedenza. Il disegno di Ace Bunny venne modificato e reso meno aggressivo rispetto alle prime versioni, in parte in seguito ad una petizione online cominciata da un fan undicenne del vecchio Bugs Bunny.